# ثروت الخرباوي

كتاب سر المعبد: الأسرار الخفية لجماعة الإخوان المسلمين.

ثروت الخرباوي هو محامي مصري وأحد أعضاء نقابة المحامين المصرية، بدأ حياته السياسية عضوًا في حزب الوفد ثم انضم لجماعة الإخوان المسلمين ليصبح أحد قياداتها، ساهم في النجاحات التي حققتها الجماعة في نقابة المحامين، ثم اختلف مع الإخوان عقب حبس مختار نوح في قضية النقابات المهنية التي حوكم عدد من الإخوان بمقتضاها أمام المحكمة العسكرية عام 2000م وترتب على خلاف الخرباوي مع الإخوان انشقاقه وانفصاله عنها عام 2002م. وأصبح من أشد مهاجمي جماعة الإخوان بعد خروجه منها، فألف كتابين عن الإخوان أحدهما بعنوان «قلب الإخوان»، والثاني «سر المعبد».

## سيرة
ولد ثروت الخرباوي في محافظة الشرقية عام 1957. بدأ الخرباوي حياته السياسية عضواً في حزب الوفد ثم انضم لجماعة الإخوان، ليصبح أحد قياداتها ساهم الخرباوي في النجاحات التي حققتها الجماعة في نقابة المحامين، ثم اختلف مع الإخوان عقب حبس مختار نوح الإخواني البارز في قضية النقابات المهنية التي حوكم عدد من الإخوان بمقتضاها أمام المحكمة العسكرية عام 2000 وترتب على خلاف الخرباوي مع الإخوان وانفصاله عنها عام 2002. شهد انفصاله هذا ردود أفعال واسعة النطاق حيث قام الخرباوي بكتابة العديد من المقالات ينتقد فيها المنهج الحركي للإخوان المسلمين.
يمارس الخرباوي الكتابة في العديد من الجرائد المصرية ومنها جريدة الدستور، جريدة روز اليوسف ونهضة مصر وله عدد من الأبحاث والدراسات.

## تركه للإخوان المسلمين
ذكر الخرباوي أن مرشد الإخوان السابق مصطفى مشهور أصدر قراراً بحضور خيرت الشاطر ورشاد بيومي يقضي بمنعه من الخروج من بيته إثر ما ذكر أن الخرباوي يقوم بالتنقل بين المحاكم المحامين يومياً للقيام بدعاية مضادة لقائمة الإخوان في نقابة المحاميين، إلا أن الخرباوي لم يلتزم بقرار المرشد.
لاحقاً تم عقد جلسة محاكمة داخل الجماعة لثروت الخرباوي قضت بفصله من الجماعة، ثم أعيدت محاكمته وإلغاء فصله إثر تدخل من عبد المنعم أبو الفتوح ليتم إصدار قرار يقضي بوقفه لمدة شهر وبكتابة «خطاب محبة» إلى المرشد.
بعد أربعة أشهر اِتهم مجدداً من قبل المحامي الإخواني محمد طوسون بأنه وراء الوقوف ضده في نقابة المحامين في مسعى الأخير للحصول على منصب وكيل النقابة، ليتم عقد محاكمة أخرى له داخل الجماعة وليرفض الخرباوي حضورها وليبلغ بعد أسبوع من قبل رجل الأعمال الإخواني ممدوح الحسيني بفصله من الجماعة، ويقول الخرباوي أنه قال له حينها «أبلغهم أنني مستقيل»
اتهم الخرباوي جماعة الإخوان المسلمين بإفساد نقابة المحامين حيث قال «وأنهم وراء تراكم مشاكل المحامين نقابيا ومهنيا وسياسيا نتيجة تلاعب الإخوان في النقابة العامة ومعظم النقابات الفرعية خاصة من الناحية المادية وميزانية النقابة.»

كما يقول الخرباوي أن من أسباب انفصاله عن جماعة الإخوان أنه 
.

## مؤلفات
يقوم الخرباوي بإعداد كتاب من جزئين يتناول الجزء الأول الأحداث التي مرٌت بها نقابة المحامين المصرية أثناء سيطرة الإخوان عليها وما وصفه بالمؤامرات والدسائس التي كانت تتم داخلها، فيما يضم الجزء الثاني رؤيته من الداخل لجماعة الإخوان المسلمين إضافة إلى ما وصفه بوثائق ومستندات مهمة تدين الجماعة وأعضائها.
- قلب الإخوان: محاكم تفتيش الجماعة
- سر المعبد: الأسرار الخفية لجماعة الإخوان المسلمين (من جزئين)
- الدية والتعويض دراسة مقارنة بين الشريعة والقانون
- أئمة الشر
- زمكان (رواية)
- مولانا الجوسقي

## وصلات خارجية
- دولة الإخوان الاقتصادية، ثروت الخرباوي، مجلة المجلة، 26 مارس 2010